# Volley Milano
Il Volley Milano è una società pallavolistica maschile italiana con sede a Milano: milita nel campionato di Superlega.

## Storia
Il Volley Milano è stato fondato nel 1999 a seguito della scissione di una parte del gruppo societario dal Gonzaga Milano, dal quale acquista il titolo sportivo, cominciando la propria attività agonistica nella stagione 1999-00 dalla Serie A2: grazie al secondo posto in classifica, la squadra viene promossa in Serie A1.
Nella stagione 2000-01 quindi, il Volley Milano fa il suo esordio nel massimo campionato italiano, ottenendo al termine della stagione regolare il quarto posto in classifica e arrivando poi alla finale play-off per lo scudetto, persa contro il Treviso: questi risultati consentono alla squadra meneghina di partecipare per la prima volta a una competizione europea, ossia alla Coppa CEV 2000-01, dove sarà eliminata in semifinale dal Cuneo, vincendo poi la finale per il terzo posto. Nelle due stagioni successive il club mantiene sempre posizioni di metà classifica, senza andare oltre le semifinali play-off: nel 2003 la prima squadra viene fusa nel Piacenza sicché la società milanese riparte dalle categorie inferiori.
Nel 2008 viene formato il Vero Volley, un consorzio di otto squadre operanti tra il Milanese e la Brianza, a cui partecipa anche il Volley Milano: nel 2010 la società acquisisce il titolo sportivo di una di queste squadre, la Pro Victoria Monza, la quale aveva vinto il campionato di Serie B1 ottenendo la possibilità di giocare la Serie A2; nella stagione 2010-11 il club milanese torna quindi nel campionato cadetto. Nella stagione 2012-13 sposta la propria sede di gioco da Milano a Monza, utilizzando come sponsor il nome del consorzio, mentre nella stagione successiva, dopo aver raggiunto la finale nella Coppa Italia di categoria, ottiene l'approdo in Superlega grazie alla vittoria dei play-off promozione. Con la vittoria dei play-off 5º posto nella stagione 2017-18, si qualifica alla Challenge Cup 2018-19, venendo poi battuto in finale dal Belogor'e.
I risultati ottenuti nella stagione 2020-21 permettono al club di qualificarsi per la prima volta alla Supercoppa italiana, disputata all'inizio dell'annata 2021-22: raggiunta la finale, la squadra lombarda viene sconfitta dalla Trentino; nella stessa stagione vince il suo primo trofeo, ossia la Coppa CEV, battendo nella doppia finale il Tours. Nella stagione 2023-24 la società brianzola raggiunge la finale di Challenge Cup, dove viene battuta dal Projekt Warszawa, e, in campo nazionale, quelle di Coppa Italia e dei play-off scudetto, entrambe perse contro la Sir Safety Perugia.

## Rosa 2025-2026
| N° | Nome               | Ruolo | Data di nascita  | Nazionalità sportiva |
| -- | ------------------ | ----- | ---------------- | -------------------- |
| 1  | Žasmin Veličkov    | S     | 1º giugno 2007   | Bulgaria             |
| 2  | Diego Frascio      | O     | 22 luglio 2006   | Italia               |
| 6  | Erik Röhrs         | S     | 24 aprile 2001   | Germania             |
| 7  | Luka Marttila      | S     | 20 giugno 2003   | Finlandia            |
| 8  | Lorenzo Ciampi     | C     | 15 gennaio 2007  | Italia               |
| 9  | Aidan Knipe        | P     | 12 aprile 2001   | Stati Uniti          |
| 10 | Leonardo Scanferla | L     | 4 dicembre 1998  | Italia               |
| 11 | Jacopo Larizza     | C     | 22 agosto 1998   | Italia               |
| 13 | Thomas Beretta     | C     | 18 aprile 1990   | Italia               |
| 14 | Krisztián Pádár    | O     | 16 novembre 1996 | Ungheria             |
| 17 | Jan Zimmermann     | P     | 12 febbraio 1993 | Germania             |
| 18 | Leandro Mosca      | C     | 5 settembre 2000 | Italia               |
| 29 | Alessandro Pisoni  | L     | 29 ottobre 2004  | Italia               |

## Palmarès
- Coppa CEV: 1

2021-22